# جان کوالن
جان کوالن (انگلیسی: John Qualen; ۸ دسامبر ۱۸۹۹ – ۱۲ سپتامبر ۱۹۸۷) هنرپیشه اهل آمریکا بود. وی بین سال‌های ۱۹۳۱ تا ۱۹۷۴ میلادی فعالیت می‌کرد.

## گزیده فیلمشناسی
از فیلم‌ها یا برنامه‌های تلویزیونی که وی در آن نقش داشته‌است می‌توان به آثار زیر اشاره کرد.
- ارواسمیت (۱۹۳۱)
- برادر شیطان (۱۹۳۳)
- نان روزانه ما (۱۹۳۴)
- خشم سیاه (۱۹۳۵)
- سه تفنگدار (فیلم ۱۹۳۵) (۱۹)
- سیر در عرش (۱۹۳۷)
- منشی همه‌کاره او (۱۹۴۰)
- خوشه‌های خشم (۱۹۴۰)
- نوت راکنی آمریکایی (۱۹۴۰)
- سفر دریایی طولانی به خانه (۱۹۴۰)
- دختر میلیون دلاری (فیلم ۱۹۴۱) (۱۹۴۱)
- شیطان و دنیل وبستر (۱۹۴۱)
- کتاب جنگل (فیلم ۱۹۴۲) (۱۹۴۲)
- تورتیلا فلت (فیلم) (۱۹۴۲)
- کازابلانکا (۱۹۴۲)
- شب‌های عربی (فیلم ۱۹۴۲) (۱۹۴۲)
- ماجرا (۱۹۴۵)
- فراری (۱۹۴۷)
- سرقت بزرگ (۱۹۴۹)
- هانس کریستین اندرسن (۱۹۵۲)
- متکبرها (۱۹۵۴)
- به زور اسلحه (۱۹۵۵)
- شاهزاده دانشجو (فیلم) (۱۹۵۴)
- جویندگان (۱۹۵۶)
- تشریح یک قتل (۱۹۵۹)
- المر گنتری (۱۹۶۰)
- مردی که لیبرتی والانس را کشت (۱۹۶۲)
- داناوانز ریف (۱۹۶۳)
- پاداش (فیلم ۱۹۶۳) (۱۹۶۳)
- پائیز قبیله شاین (۱۹۶۴)
- پسران کتی الدر (۱۹۶۵)
- تعطیلات در سوئد (۱۹۶۵)
- تکه‌ای آبی (۱۹۶۵)
- سلام، قهرمان! (۱۹۶۹)

## زندگی شخصی و مرگ
در سال 1924، پس از اینکه کولن بازیگر شد، با پرل لارسون که در دبیرستان با او آشنا بود ازدواج کرد. هنگامی که دانشگاه را ترک کرد، او در گروه مسافرتی مستقر در تورنتو به او پیوست و معشوقه لباس گروه شد.  این زوج بیش از 60 سال با هم ماندند، تا سال 1987، زمانی که کوالن در سن 87 سالگی بر اثر نارسایی قلبی در تورنس ، کالیفرنیا درگذشت.  این زوج سه فرزند داشتند که یکی از آنها به نام کتی بازیگر است. 